# Justus Dahinden
Justus Dahinden (Zurique, 18 de maio de 1925 – Zurique, 11 de abril de 2020) foi um arquiteto suíço, professor e escritor de textos sobre arquitetura.

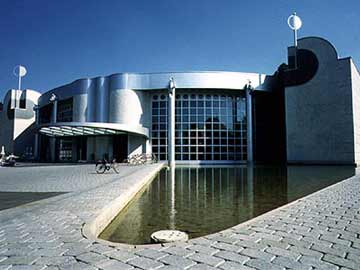
Dahinden: Migros OM Supermarket in Bern-Ostermundigen (1987)

Resgatar o sentido antropológico da arquitetura, cujo centro focal deve ser o homem: para Justus Dahinden, em sua atividade como arquiteto e professor, a arquitetura deve estar sempre a serviço desse homem, respondendo a todos os níveis de necessidades biológicas, sócias, psicológicas e principalmente espirituais. Em seus projetos procura sintetizar esses níveis em uma totalidade organizada, capaz de abarcar a vida, inclusive em seu sentido cosmogónico.

O centro da filosofia de Dahinden sobre a natureza holística da arquitetura é que ela é um serviço ao ser humano. É igualmente importante para o homem como realidade física e mental. Na arquitetura, o atendimento racional das necessidades deve ser complementado levando em consideração o mundo emocional do ser humano, cujo estado de espírito e comportamento são fundamentalmente influenciados pelo projeto arquitetônico. Para Dahinden, a arquitetura como linguagem é de igual importância para a arquitetura como uma função. A partir disso, ele desenvolveu uma teoria muito individual sobre o contextualismo na arquitetura.

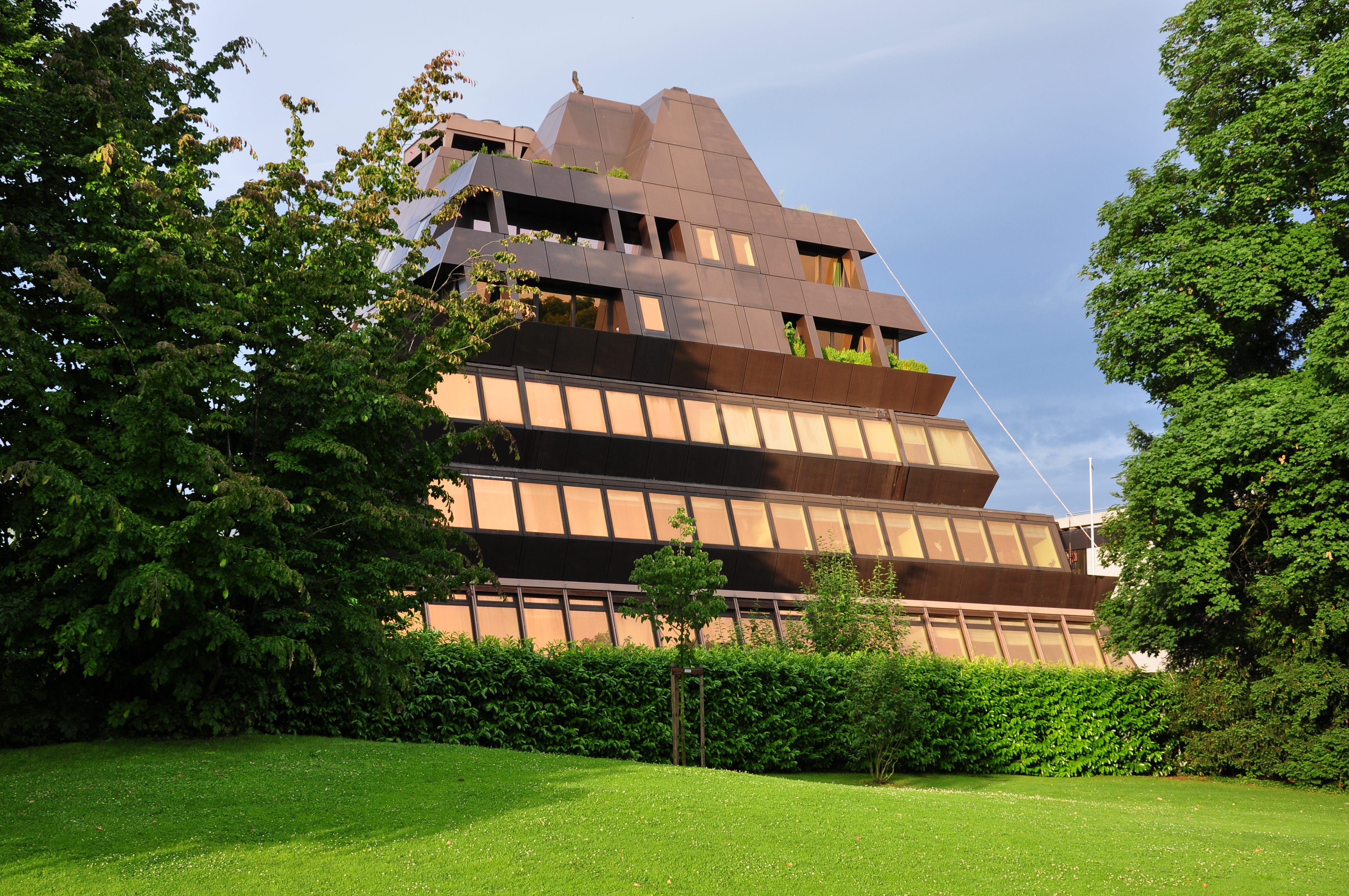
Justus Dahinden: Ferrohouse in Zurich (1970)

Dahinden viu a arquitetura como criação e evolução na "lei dos três" ("Das Gesetz der Drei") e, ao fazer isso, ele fornece uma base para recuperar a qualidade na arquitetura. Sua arquitetura arquitetônica para momentos de lazer não integrados é contrastada com a arquitetura de manuseio para momentos de lazer integrados. Esse contraste resulta em utopias de planejamento urbano. Relevância internacional foi dada pela Conferência Internacional "Man and Space" de 1984 na Universidade de Tecnologia de Viena com Bruno Zevi , Dennis Sharp , Pierre Vago , Jorge Glusberg , Otto Kapfinger , Frei Otto , Paolo Soleri , Ernst Gisel, Ionel Schein e outros.
Dahinden criou edifícios em todo o mundo, como residenciais, casas, habitação, hospitalidade (aldeias de férias, hotéis e resorts e edifícios multifuncionais, bem como um retrato abrangente dos centros religiosos construídos na Europa e na África. Sistemas de planejamento e arquitetura desenvolvidos pelo próprio Dahinden resultaram em soluções interessantes na Europa e no Oriente Médio.
Morreu no dia 11 de abril de 2020 em Zurique.

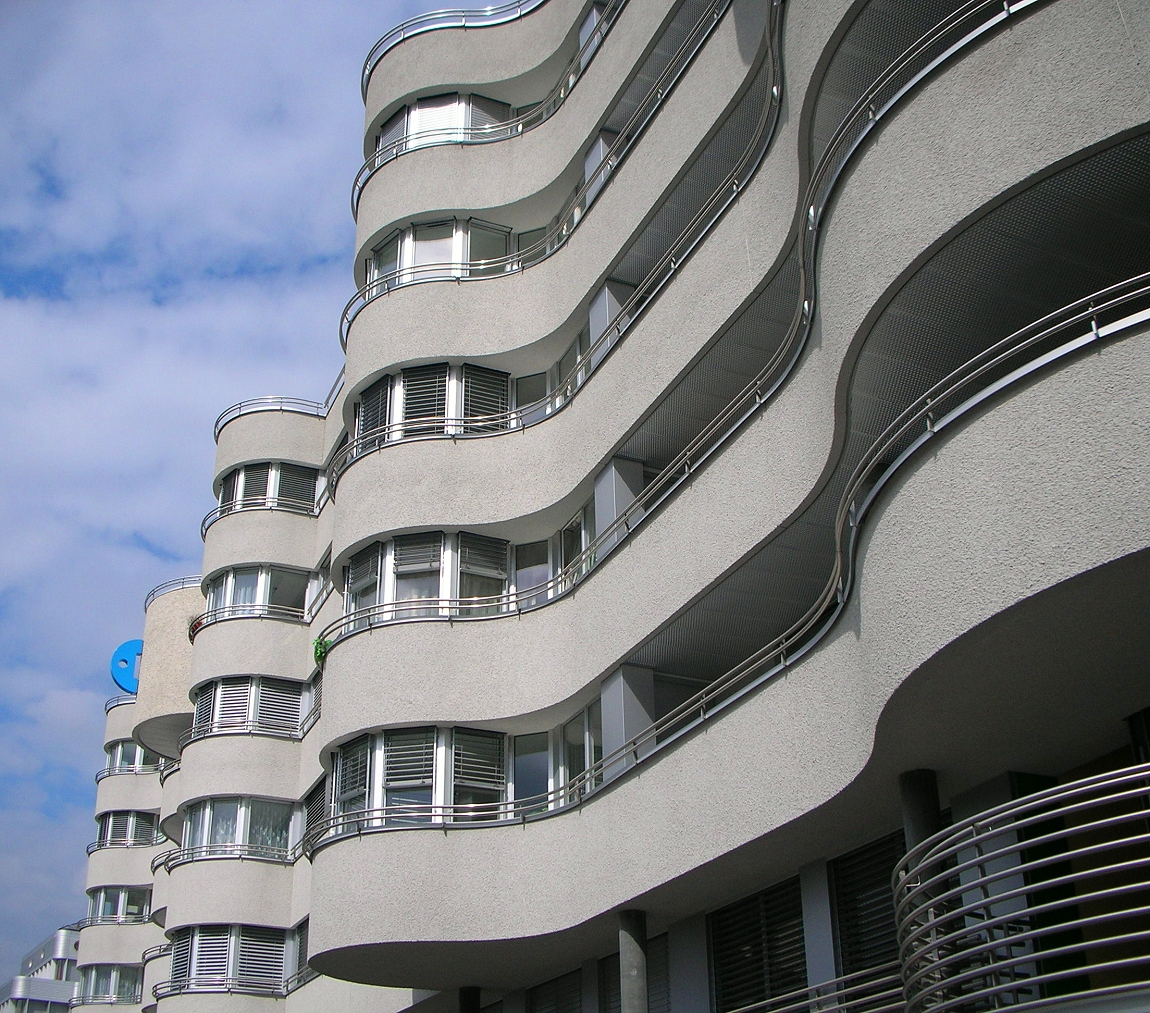
Dahinden: Binzmuehle Zuerich (2005)

## Publicações

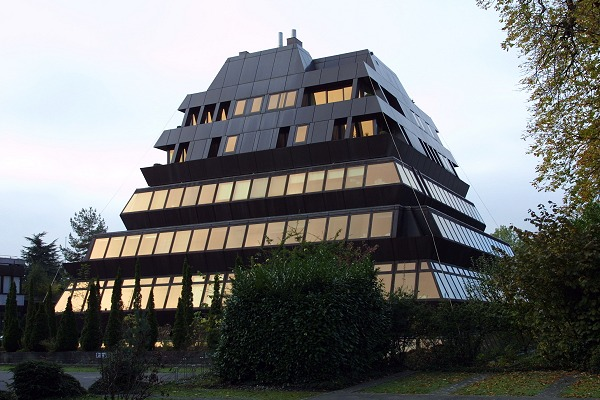
Justus Dahinden: Ferrohouse in Zurich (1970)

- 1972 "Urban Structures for the Future" Pall Mall Press, New York
- 1974 "Akro-Polis . Frei-Zeit-Stadt / Leisure City" Karl Krämer Publ. Bern/Stuttgart, ISBN 378281018X
- 1988 "Justus Dahinden - Architektur - Architecture" Biography, Karl Krämer Publ. Stuttgart, ISBN 3782816013
- 1991 "M... anders /autrement /different. Migros-Zentrum Ostermundigen", Karl Krämer Publ. Stuttgart, ISBN 3782816080
- 2005 "Mensch und Raum / Men and Space", Karl Krämer Publ. Stuttgart, ISBN 3-7828-1614-5

## Concessões
- 1981 Grand Prix d'Architecture 1981, CEA Cercle d'Ètudes Architecturales, Paris
- 1981 INTERARCH 81, World Triennial of Architecture, Sofia, Medal and Prize of the City of Nates for Habitat in Iran
- 1983 INTERARCH 83,World Triennial of Architecture, Competition HUMA 2000, Sofia, Medal and Prize of the National Committee of Peace of Bulgaria for the Project "Stadthügel" ("Urban Mound")
- 1985 INTERARCH 85, World Triennial of Architecture, Sofia, Award for competition of projects and realizations, personal work
- 1989 INTERARCH 89, World Triennial of Architecture, Sofia, Award for the Biography "Justus Dahinden-Architektur-Architecture"